# Pajep Luoktejaure
Pajep Luoktejaure är en sjö i Kiruna kommun i Lappland och ingår i Torneälvens huvudavrinningsområde. Sjön har en area på 0,248 kvadratkilometer och ligger 909,7 meter över havet. Sjön avvattnas av vattendraget Rautasälven (Rautasätno).

## Delavrinningsområde
Pajep Luoktejaure ingår i det delavrinningsområde (755483-159544) som SMHI kallar för Inloppet i Vuolep Luoktejaure. Medelhöjden är 1 171 meter över havet och ytan är 34,43 kvadratkilometer. Det finns inga avrinningsområden uppströms utan avrinningsområdet är högsta punkten. Rautasälven (Rautasätno) som avvattnar avrinningsområdet har biflödesordning 2, vilket innebär att vattnet flödar genom totalt 2 vattendrag innan det når havet efter 521 kilometer. Avrinningsområdet består mestadels av kalfjäll (83 procent). Avrinningsområdet har 1,33 kvadratkilometer vattenytor vilket ger det en sjöprocent på 3,9 procent. Delavrinningsområdet täcks till 12,84 procent av glaciärer, med en yta av 4,425 kvadratkilometer.